# Sergente maggiore capo
Il sergente maggiore capo è il grado apicale del Ruolo Sergenti dell'Esercito Italiano e dell'Aeronautica Militare, ed è stato istituito nel 1995. Superiore al sergente maggiore e subordinato al maresciallo e grado equivalente per l'Aeronautica.
Può essere promosso a scelta a sergente maggiore capo il sergente maggiore dopo 7 anni di permanenza nel grado. Nei documenti ufficiali è abbreviato Serg. Magg. Ca.
Il distintivo di grado del sergente maggiore capo per l'Esercito è costituito da un gallone dorato e due galloncini divisi da due filetti neri e con alla base una barretta dorata. Per l'Aeronautica Militare è rappresentato da un gallone dorato grande sormontante due galloni dorati piccoli sovrapposti. Alla base è posta una barretta orizzontale dorata tratteggiata di blu.

## Corrispondenze
| Stato servizio                     | Esercito Italiano      | Marina Militare     | Aeronautica Militare   |
| ---------------------------------- | ---------------------- | ------------------- | ---------------------- |
| Al termine del corso di formazione | Sergente               | Sergente            | Sergente               |
| Dopo 7 anni nel grado inferiore    | Sergente maggiore      | Secondo capo        | Sergente maggiore      |
| Dopo 7 anni nel grado inferiore    | Sergente maggiore capo | Secondo capo scelto | Sergente maggiore capo |

## Spagna
Nelle forze armate spagnole il grado di Sargento Primero, nella corrispondenza gerarchica dei gradi della NATO corrisponde al grado di sergente maggiore capo dell'Esercito Italiano e dell'Aeronautica Militare Italiana e al grado di secondo capo scelto della Marina Militare Italiana.

## Svizzera
it: Sergente maggiore capo, fr: Sergent-major chef, de: Hauptfeldweibel
Nell'Esercito svizzero il grado di sergente maggiore capo (abbreviato sgtm capo) è un sottufficiale superiore che esercita, generalmente, il ruolo di sergente maggiore d'unità. In quest'ultima qualità è (unitamente al furiere, al capo della sezione logistica e quello della sezione del picchetto incidenti) collaboratore diretto del comandante d'unità (compagnia, batteria, colonna o squadriglia), per incarico del quale «dirige [...] importanti settori dell'andamento del servizio». È in particolare responsabile «del controllo degli effettivi», «del servizio interno», «dell'immagazzinamento e della manutenzione del materiale e delle munizioni» nonché «dell'organizzazione degli alloggi della truppa».
Prima della riforma Esercito XXI (1º gennaio 2004) il ruolo di sergente maggiore d'unità era ricoperto, di norma, da un sergente maggiore.

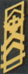
Distintivo non più in uso
Distintivo di grado attuale

## Stati Uniti

### Distintivi di grado dello US Army
| Distintivo    | |                                                              |                                                 |                                    |                                 |                                 |                                                 |                                  |                     |  |  |  |  |
| Grado         | Senior Enlisted Advisor to the Chairman (Sottufficiale consigliere del Capo dello stato maggiore congiunto) | Sergeant Major of the Army (Sergente Maggiore dell'esercito) | Command Sergeant Major (Sergente maggiore capo) | Sergeant Major (Sergente Maggiore) | First Sergeant (Primo Sergente) | Master Sergeant (Sergente Capo) | Sergeant First Class (Sergente di prima classe) | Staff Sergeant (Sergente scelto) | Sergeant (Sergente) |  |  |  |  |
| Abbreviazione | SEAC | SMA                                                          | CSM                                             | SGM                                | 1SG                             | MSG                             | SFC                                             | SSG                              | SGT                 |  |  |  |  |

### Distintivi di grado della US Air Force
| Codice USA | E-10 | E-9                                                                            | E-9                                                    | E-9                                        | E-9                                        | E-8                                                  | E-8                                                  | E-7                              | E-7                              | E-6                                   | E-5                              |
| Codice NATO | OR-9 | OR-9                                                                           | OR-9                                                   | OR-9                                       | OR-9                                       | OR-8                                                 | OR-8                                                 | OR-7                             | OR-7                             | OR-6                                  | OR-5                             |
| --- | --- | ------------------------------------------------------------------------------ | ------------------------------------------------------ | ------------------------------------------ | ------------------------------------------ | ---------------------------------------------------- | ---------------------------------------------------- | -------------------------------- | -------------------------------- | ------------------------------------- | -------------------------------- |
| Distintivo di grado | |                                                                                |                                                        |                                            |                                            |                                                      |                                                      |                                  |                                  |                                       |                                  |
| Grado | Senior Enlisted Advisor to the Chairman (Sottufficiale consigliere del Capo dello stato maggiore congiunto) | Chief master sergeant of the Air Force (sergente maggiore capo dell'Aviazione) | Command chief master sergeant (Sergente maggiore capo) | Chief master sergeant1 (Sergente maggiore) | Chief master sergeant1 (Sergente maggiore) | Senior master sergeant1 (sergente capo di 1ª classe) | Senior master sergeant1 (sergente capo di 1ª classe) | Master sergeant1 (sergente capo) | Master sergeant1 (sergente capo) | Technical sergeant (sergente tecnico) | Staff sergeant (sergente scelto) |
| Abbreviazione | SEAC | CMSAF                                                                          | CCM                                                    | CMSgt                                      | CMSgt                                      | SMSgt                                                | SMSgt                                                | MSgt                             | MSgt                             | TSgt                                  | SSgt                             |
| 1 I gradi di Master sergeant, Senior master sergeant, Chief master sergeant presentano anche una versione First sergeant (primo sergente), segnalata da un rombo al centro dello stemma. Non è un grado a sé stante, ma contraddistingue i sottufficiali a cui sono assegnati addizionali compiti e responsabilità. | |                                                                                |                                                        |                                            |                                            |                                                      |                                                      |                                  |                                  |                                       |                                  |

### Distintivi di grado dello US Marine Corps
| colletto distintivo di grado presente solo sulla manica sinistra |                                                                              |                                    |                                                          |                                 |                                    |                                           |                                  |                     |
| Grado | Sergeant major of the Marine Corps (sergente maggiore del Corpo dei Marine)1 | Sergeant major (sergente maggiore) | Master gunnery sergeant (sergente maestro d'artiglieria) | First sergeant (primo sergente) | Master sergeant (sergente maestro) | Gunnery sergeant (sergente d'artiglieria) | Staff sergeant (sergente scelto) | Sergeant (sergente) |
| abbreviazione | SgtMajMarCor                                                                 | SgtMaj                             | MGySgt                                                   | 1stSgt                          | MSgt                               | GySgt                                     | SSgt                             | Sgt                 |
| 1 Sebbene il singolo MCPOCG in servizio sia ufficialmente un E-9, assolvendo incarichi particolari e percependo indennità speciali, il suo livello di retribuzione è a volte ufficiosamente (e quindi erroneamente) chiamato "E-10". |                                                                              |                                    |                                                          |                                 |                                    |                                           |                                  |                     |